# Miss Continente Americano 2008
Miss Continente Americano 2008 fue la tercera edición del concurso de belleza Miss Continente Americano, celebrado en Guayaquil, Ecuador el 6 de septiembre de 2008. Marianne Cruz, Miss Continente Americano 2007, entregó la corona a Lupita González, representante de México.

## Resultados

### Posiciones
| Posición                  | Candidata                                                                             |
| ------------------------- | ------------------------------------------------------------------------------------- |
| Miss Continente Americano | - México - Lupita González                                                            |
| 1.ª finalista             | - Puerto Rico - Kristina Ruiz Sánchez                                                 |
| 2.ª finalista             | - Ecuador - Doménica Saporitti                                                        |
| Finalistas (Top 6)        | - Brasil - Cinthia Oliveira - Perú - Karol Castillo (†) - Venezuela - Andrea Matthies |

### Premios especiales
- Mejor traje nacional - Karol Castillo (Perú)
- Miss fotogénica - Lupita González (México)
- Miss Simpatía - Samantha Tajik (Canadá)
- Miss Rostro Yanbal - Lupita González (México)

## Candidatas
| País                 | Candidata                                  | Edad | Estatura (cm) | Proveniencia            |
| -------------------- | ------------------------------------------ | ---- | ------------- | ----------------------- |
| Argentina            | Agustina Quinteros                         | 17   | 177           | La Pampa                |
| Bolivia              | Nicole Áñez Terrazas                       | 22   | 175           | Santa Cruz de la Sierra |
| Brasil               | Cinthia Oliveira da Cunha Souza            | 25   | 180           | Goiânia                 |
| Canadá               | Samantha Tajik                             | 26   | 178           | Toronto                 |
| Chile                | Marie Ann Salas Gorboi                     | 25   | 178           | Santiago de Chile       |
| Colombia             | Catalina Giraldo Flórez                    | 22   | 179           | Cali                    |
| Costa Rica           | Wendy del Carmen Cordero Sánchez           | 20   | 175           | Cartago                 |
| Ecuador              | Doménica Francesca Saporiti Hinojosa       | 20   | 172           | Guayaquil               |
| El Salvador          | Rebeca Moreno                              | 22   | 160           | San Salvador            |
| Guatemala            | Clara Jennifer Chiong Estrada              | 25   | 168           | Quetzaltenango          |
| Honduras             | Bélgica Nataly Suárez González             | 22   | 178           | Tegucigalpa             |
| México               | María Guadalupe "Lupita" González Gallegos | 20   | 177           | Tepatitlán              |
| Nicaragua            | Thelma Guisselle Rodríguez Flores          | 19   | 175           | Chinandega              |
| Panamá               | Kerly Karina Pinilla Corro                 | 23   | 174           | Ciudad de Panamá        |
| Paraguay             | Giselle Elizabeth Riveros Diarte           | 18   | 170           | Ciudad del Este         |
| Perú                 | Karol Stephanie Castillo Pinillos†         | 18   | 182           | Trujillo                |
| Puerto Rico          | Kristina Ruisánchez Torreszayas            | 22   | 177           | Trujillo Alto           |
| República Dominicana | Mariel Isabel Sabogal Cruz                 | 23   | 172           | La Romana               |
| Uruguay              | Paula Andrea Díaz Galione                  | 19   | 177           | Montevideo              |
| Venezuela            | Andrea Valentina Matthies Bornhorst        | 21   | 174           | Caracas                 |